# 아프로-아시안 클럽 챔피언십
아프로-아시안 클럽 챔피언십(Afro-Asian Club Championship)은 아프리카 축구 연맹(CAF)과 아시아 축구 연맹(AFC)이 주관하는 대회였다. 그 해 아프리칸 챔피언스 클럽컵(현재의 CAF 챔피언스리그)과 아시안 클럽 챔피언십(현재의 AFC 챔피언스리그)의 우승 팀이 참가하였으며 1987년부터 1999년까지 개최되었다.
유럽 축구 연맹(UEFA)과 남미 축구 연맹(CONMEBOL)이 주관했던 인터콘티넨털컵을 모델로 하여 개최된 대회이다. 처음 두 대회였던 1987년과 1988년 대회에서는 단일 승부로 승자가 가려졌다. 1989년부터 마지막 대회였던 1999년까지는 두 경기로 승자를 가렸다. 마지막 우승 클럽은 대한민국의 포항 스틸러스를 꺾은 모로코의 라자 카사블랑카였다.
이 대회는 아시아 축구 연맹(AFC)이 2006년 FIFA 월드컵 개최국 선정에서 남아프리카 공화국 대신 독일을 지지하자 아프리카 축구 연맹(CAF)이 이에 대한 반발로 인해 2000년 7월 30일에 공식 폐지되었다. 이후에 대륙별 클럽 대항전의 우승 팀들이 참가하는 FIFA 클럽 월드컵으로 대체되었다.

## 역대 우승 클럽
| 연도 | 우승                                                             | 스코어                                                           | 준우승                                                           | 장소                                                             |
| ---- | ---------------------------------------------------------------- | ---------------------------------------------------------------- | ---------------------------------------------------------------- | ---------------------------------------------------------------- |
| 1986 | 대우 로얄즈                                                      | 2 - 0                                                            | FAR 라바트                                                       | 사우디아라비아 리야드                                            |
| 1987 | 자말레크                                                         | 2 - 0                                                            | 후루카와 전기                                                    | 이집트 카이로                                                    |
| 1988 | 알아흘리                                                         | 3 - 1 1 - 0                                                      | 요미우리                                                         | 일본 도쿄 이집트 카이로                                          |
| 1989 | ES 세티프                                                        | 2 - 0 3 - 1                                                      | 알사드                                                           | 알제리 세티프 카타르 도하                                        |
| 1990 | 대회 미개최 참가 예정이었던 팀: 라자 카사블랑카와 랴오닝 FC      | 대회 미개최 참가 예정이었던 팀: 라자 카사블랑카와 랴오닝 FC      | 대회 미개최 참가 예정이었던 팀: 라자 카사블랑카와 랴오닝 FC      | 대회 미개최 참가 예정이었던 팀: 라자 카사블랑카와 랴오닝 FC      |
| 1991 | 대회 미개최 참가 예정이었던 팀: JS 카빌리와 에스테글랄 테헤란 FC | 대회 미개최 참가 예정이었던 팀: JS 카빌리와 에스테글랄 테헤란 FC | 대회 미개최 참가 예정이었던 팀: JS 카빌리와 에스테글랄 테헤란 FC | 대회 미개최 참가 예정이었던 팀: JS 카빌리와 에스테글랄 테헤란 FC |
| 1992 | 클럽 아프리칸                                                    | 2 - 1 2 - 2                                                      | 알힐랄                                                           | 튀니지 튀니스 사우디아라비아 리야드                              |
| 1993 | 위다드 카사블랑카                                                | 0 - 0 2 - 0                                                      | 파스 테헤란 FC                                                   | 이란 테헤란 모로코 카사블랑카                                    |
| 1994 | 태국 농민은행1                                                   | 1 - 2 1 - 0                                                      | 자말레크                                                         | 이집트 엘마할라엘쿠브라 태국 방콕                                |
| 1995 | 에스페랑스                                                       | 1 - 1 3 - 0                                                      | 태국 농민은행                                                    | 태국 수판부리 튀니지 튀니스                                      |
| 1996 | 천안 일화 천마                                                   | 0 - 0 5 - 0                                                      | 올랜도 파이러츠 FC                                               | 남아프리카 공화국 요하네스버그 대한민국 서울                     |
| 1997 | 자말레크1                                                        | 1 - 2 1 - 0                                                      | 포항 스틸러스                                                    | 대한민국 포항 이집트 카이로                                      |
| 1998 | 라자 카사블랑카                                                  | 2 - 2 1 - 0                                                      | 포항 스틸러스                                                    | 대한민국 포항 모로코 카사블랑카                                  |
| 1999 | 대회 미개최 참가 예정이었던 팀: ASEC 미모자와 주빌로 이와타      | 대회 미개최 참가 예정이었던 팀: ASEC 미모자와 주빌로 이와타      | 대회 미개최 참가 예정이었던 팀: ASEC 미모자와 주빌로 이와타      | 대회 미개최 참가 예정이었던 팀: ASEC 미모자와 주빌로 이와타      |

- 1: 원정 다득점으로 우승.

## 통계

### 클럽별 우승 횟수
| 클럽                          | 우승             | 준우승           |
| ----------------------------- | ---------------- | ---------------- |
| 자말레크                      | 2회 (1987, 1997) | 1회 (1994)       |
| 태국 농민은행                 | 1회 (1994)       | 1회 (1995)       |
| 부산 아이파크                 | 1회 (1986)       |                  |
| 알아흘리                      | 1회 (1988)       |                  |
| ES 세티프                     | 1회 (1989)       |                  |
| 클럽 아프리칸                 | 1회 (1992)       |                  |
| 위다드 카사블랑카             | 1회 (1993)       |                  |
| 에스페랑스                    | 1회 (1995)       |                  |
| 성남 FC                       | 1회 (1996)       |                  |
| 라자 카사블랑카               | 1회 (1998)       |                  |
| 포항 스틸러스                 |                  | 2회 (1997, 1998) |
| FAR 라바트                    |                  | 1회 (1986)       |
| 제프 유나이티드 이치하라 지바 |                  | 1회 (1987)       |
| 도쿄 베르디                   |                  | 1회 (1988)       |
| 알사드                        |                  | 1회 (1989)       |
| 알힐랄                        |                  | 1회 (1992)       |
| 파스 테헤란 FC                |                  | 1회 (1993)       |
| 올랜도 파이러츠 FC            |                  | 1회 (1996)       |

### 국가별 우승 횟수
| 국가              | 우승 | 준우승 |
| ----------------- | ---- | ------ |
| 이집트            | 3회  | 1회    |
| 대한민국          | 2회  | 2회    |
| 모로코            | 2회  | 1회    |
| 튀니지            | 2회  | 0회    |
| 태국              | 1회  | 1회    |
| 알제리            | 1회  | 0회    |
| 일본              | 0회  | 2회    |
| 이란              | 0회  | 1회    |
| 카타르            | 0회  | 1회    |
| 사우디아라비아    | 0회  | 1회    |
| 남아프리카 공화국 | 0회  | 1회    |

### 대륙별 우승 횟수
| 연맹                     | 우승 | 준우승 |
| ------------------------ | ---- | ------ |
| 아프리카 축구 연맹 (CAF) | 8회  | 3회    |
| 아시아 축구 연맹 (AFC)   | 3회  | 8회    |

## 같이 보기
- CAF 챔피언스리그
- AFC 챔피언스리그
- FIFA 클럽 월드컵
- 인터콘티넨털컵